# Eoseom
Eoseom (koreanska: 어섬) är en ö i Sydkorea.   Den ligger i provinsen Gyeonggi, i den nordvästra delen av landet, 50 km sydväst om huvudstaden Seoul. Arean är 0,47 kvadratkilometer.
Terrängen på Eoseom är platt. Öns högsta punkt är 39 meter över havet. Den sträcker sig 1,3 kilometer i nord-sydlig riktning, och 0,6 kilometer i öst-västlig riktning.  Trakten runt Eoseom består till största delen av jordbruksmark.